# Wolfswinkel
Wolfswinkel is een buurtschap in de gemeente Son en Breugel in de Nederlandse provincie Noord-Brabant. Het ligt twee kilometer ten noorden van het dorp Son.
In de nabijheid bevonden zich in het verleden de Wolfswinkelse Watermolen en de US Military Cemetery Son, een tijdelijke Amerikaanse begraafplaats uit de Tweede Wereldoorlog.
Dorpen: Son · Breugel

Buurtschappen: Driehoek · Eind · Hooidonk (deels) · Houtens · Keske · Olen (deels) · Sonniuswijk · Stad van Gerwen (deels) · Wolfswinkel

Noord-Brabant: Steden en dorpen      Nederland: Provincies · Gemeenten